# Los Cuadrejones - Dehesa Del Saladar
Los Cuadrejones - Dehesa Del Saladar este o arie protejată (arie specială de conservare — SAC, sit de importanță comunitară — SCI) din Spania întinsă pe o suprafață de 54,77 ha, integral pe uscat.

## Localizare
Centrul sitului Los Cuadrejones - Dehesa Del Saladar este situat la coordonatele 40°22′14″N 1°31′01″W / 40.3706°N 1.51686°V.

## Înființare
Situl Los Cuadrejones - Dehesa Del Saladar a fost declarat sit de importanță comunitară în iulie 2000 pentru a proteja 1 specie de plante și 1 specie de animale. Situl a fost protejat și ca arie specială de conservare în februarie 2021.

## Biodiversitate
Situată în ecoregiunea mediteraneană, aria protejată conține 1 habitat natural: Matorral arborescenți cu Juniperus spp..
La baza desemnării sitului se află mai multe specii protejate:
- plante (1): Puccinellia pungens
- nevertebrate (1): fluturele auriu (Euphydryas aurinia)

Pe lângă speciile protejate, pe teritoriul sitului au mai fost identificate 1 specie de plante, 5 specii de păsări, 3 specii de amfibieni, 3 specii de mamifere, 1 specie de reptile.